# Saison 2007-2008 de l'Olympique lyonnais (féminines)
Maillots
Dernière mise à jour : 2 juin 2012.
Chronologie
Saison précédente Saison suivante
La saison 2007-2008 de la section féminine de l'Olympique lyonnais est la trentième saison consécutive du club rhônalpins en première division du championnat de France depuis 1978.
En plus des compétitions nationales, l'entraîneur Farid Benstiti et ses joueuses participent à leur première compétition européenne féminine organisée par l'UEFA. 
L'Olympique lyonnais va donc évoluer au cours de la saison pour la première fois en Coupe de l'UEFA.

## Transferts
| Été 2007          |             |                  |                        |                |
| Nom               | Nationalité | Transfert        | Provenance/Destination | Division       |
| Arrivées          |             |                  |                        |                |
| Élodie Thomis     | France      | Contrat pro. (?) | Montpellier HSC        | Division 1     |
| Louisa Necib      | France      | Contrat pro. (?) | Montpellier HSC        | Division 1     |
| Amandine Henry    | France      | Contrat pro. (?) | CNFE Clairefontaine    | Division 1     |
| Emmeline Maingui  | France      | Contrat pro. (?) | CNFE Clairefontaine    | Division 1     |
| Véronique Pons    | France      | Contrat pro. (?) | Toulouse FC            | Division 1     |
| Laura Georges     | France      | Contrat pro. (?) | Boston College Eagles  | NCAA           |
| Alexandra Muci    | France      | Contrat pro. (?) | Formée au club         | Formée au club |
| Kenza Dali        | France      | Contrat pro. (?) | Formée au club         | Formée au club |
| Laura Martinez    | France      | Contrat pro. (?) | Formée au club         | Formée au club |
| Candice Pognat    | France      | Contrat pro. (?) | Formée au club         | Formée au club |
| Départs           |             |                  |                        |                |
| Delphine Blanc    | France      | Fin de contrat   | RC Saint-Étienne       | Division 1     |
| Ludivine Bruet    | France      | Fin de contrat   | RC Saint-Étienne       | Division 1     |
| Aurélie Naud      | France      | Fin de contrat   | RC Saint-Étienne       | Division 1     |
| Anne-Laure Perrot | France      | Fin de contrat   | RC Saint-Étienne       | Division 1     |
| Laura Gandonou    | France      | Fin de contrat   | RC Saint-Étienne       | Division 1     |
| Aurore Pegaz      | France      | Fin de contrat   | Cannet-Rocheville      | Division 3     |
| Coralie Ducher    | France      | Fin de contrat   | Reste au club          | Reste au club  |
| Hiver 2007 2008   |             |                  |                        |                |
| Arrivées          |             |                  |                        |                |
| Bente Nordby      | Norvège     | Contrat pro. (?) | Djurgårdens IF Dam     | Damallsvenskan |
| Dorte Jensen      | Danemark    | Contrat pro. (?) | Djurgårdens IF Dam     | Damallsvenskan |

## Parcours en Coupe d'Europe
L'Olympique lyonnais atteint les demi-finales pour leur première participation.
| Coupe de l'UEFA 2007 - 2008 |                  |                                      |                         |                      |          |
| Nb.                         | Date             | Lieu                                 | Compétition             | Adversaire           | Résultat |
| 10.                         | 6 avril 2008     | Gammliavallen, Umeå, Suède           | 1/2 finale aller        | Umeå IK              | 0 - 0    |
| 9.                          | 30 mars 2008     | Stade de Gerland, Lyon, France       | 1/2 finale aller (dom.) | Umeå IK              | 1 - 1    |
| 8.                          | 21 novembre 2007 | Meadow Park, Borehamwood, Angleterre | 1/4 finale aller        | Arsenal FC           | 3 - 2    |
| 7.                          | 14 novembre 2007 | Stade de Gerland, Lyon, France       | 1/4 finale aller (dom.) | Arsenal FC           | 0 - 0    |
| 6.                          | 16 octobre 2007  | Stade de Gerland, Lyon, France       | 2e tour - match 3       | AC Sparta Prague     | 2 - 1    |
| 5.                          | 13 octobre 2007  | Stade de Gerland, Lyon, France       | 2e tour - match 2       | Kolbotn IL           | 1 - 0    |
| 4.                          | 11 octobre 2007  | Stade de Gerland, Lyon, France       | 2e tour - match 1       | Brøndby IF           | 0 - 0    |
| 3.                          | 14 août 2007     | Mladost Stadium, Strumica, Macédoine | 1er tour - match 3      | SFK 2000 Sarajevo    | 7 - 0    |
| 2.                          | 11 août 2007     | Mladost Stadium, Strumica, Macédoine | 1er tour - match 2      | ZFK Skiponjat        | 10 - 00  |
| 1.                          | 9 août 2007      | Mladost Stadium, Strumica, Macédoine | 1er tour - match 1      | FK Slovan Duslo Šaľa | 12 - 00  |

## Parcours en Challenge de France
L'Olympique lyonnais remporte son premier Challenge de France depuis sa fusion avec le FC Lyon en 2004.
| Challenge de France 2007 - 2008 |                 |                                            |             |                       |          |
| Nb.                             | Date            | Lieu                                       | Compétition | Adversaire            | Résultat |
| 5.                              | 3 juin 2008     | Stade de France, Saint-Denis, France       | Finale      | Paris SG              | 3 - 0    |
| 4.                              | 27 avril 2008   | Stade Léo-Lagrange, Soyaux, France         | 1/2 finale  | ASJ Soyaux            | 3 - 0    |
| 3.                              | 23 mars 2008    | Stade Paul-Lignon, Rodez, France           | 1/4 finale  | Rodez                 | 5 - 0    |
| 2.                              | 24 février 2008 | Stade Waldeck, Vendenheim, France          | 1/8 finale  | Vendenheim            | 6 - 0    |
| 1.                              | 10 février 2008 | Stade municipal, Saint-Apollinaire, France | 1/16 finale | ASC Saint-Apollinaire | 4 - 0    |

## Parcours en Championnat de France
L'Olympique lyonnais remporte son deuxième titre national d'affilée.
| Saison 2007 - 2008 |                   |                                                      |                    |                  |          |
| Nb.                | Date              | Lieu                                                 | Compétition        | Adversaire       | Résultat |
| 22.                | 8 juin 2008       | Stade de Saint-André, La Roche-sur-Yon, France       | 22e journée        | La Roche-sur-Yon | 5 - 1    |
| 21.                | 25 mai 2008       | Plaine des Jeux de Gerland, Lyon, France             | 21e journée (dom.) | ASJ Soyaux       | 6 - 0    |
| 20.                | 11 mai 2008       | Stade Georges-Maquin, Viry-Châtillon, France         | 20e journée        | FCF Juvisy       | 1 - 1    |
| 19.                | 4 mai 2008        | Plaine des Jeux de Gerland, Lyon, France             | 19e journée (dom.) | Hénin-Beaumont   | 11 - 00  |
| 18.                | 1er mai 2008      | Stade Léon-Nautin, Saint-Étienne, France             | 16e journée        | Saint-Étienne    | 0 - 0    |
| 17.                | 13 avril 2008     | Stade municipal, Fenouillet. France                  | 18e journée        | Toulouse         | 1 - 0    |
| 16.                | 16 mars 2008      | Plaine des Jeux de Gerland, Lyon, France             | 17e journée (dom.) | Évreux           | 9 - 0    |
| 15.                | 2 mars 2008       | Stade Waldeck, Vendenheim, France                    | 15e journée        | Vendenheim       | 3 - 0    |
| 14.                | 17 février 2008   | Plaine des Jeux de Gerland, Lyon, France             | 14e journée (dom.) | Montpellier      | 0 - 0    |
| 13.                | 2 février 2008    | Stade Fred-Aubert, Saint-Brieuc, France              | 13e journée        | Saint-Brieuc     | 6 - 1    |
| 12.                | 20 janvier 2008   | Plaine des Jeux de Gerland, Lyon, France             | 12e journée (dom.) | Paris SG         | 4 - 0    |
| 11.                | 16 décembre 2007  | Stade Léo-Lagrange, Soyaux, France                   | 11e journée        | ASJ Soyaux       | 3 - 0    |
| 10.                | 9 décembre 2007   | Plaine des Jeux de Gerland, Lyon, France             | 10e journée (dom.) | FCF Juvisy       | 0 - 0    |
| 9.                 | 2 décembre 2007   | Stade Raymonde-Delabre, Hénin-Beaumont, France       | 9e journée         | Hénin-Beaumont   | 5 - 0    |
| 8.                 | 25 novembre 2007  | Plaine des Jeux de Gerland, Lyon, France             | 8e journée (dom.)  | Toulouse         | 10 - 00  |
| 7.                 | 11 novembre 2007  | Stade Jean-Bouin, Évreux, France                     | 7e journée         | Évreux           | 2 - 0    |
| 6.                 | 21 octobre 2007   | Plaine des Jeux de Gerland, Lyon, France             | 6e journée (dom.)  | Saint-Étienne    | 1 - 0    |
| 5.                 | 7 octobre 2007    | Plaine des Jeux de Gerland, Lyon, France             | 5e journée (dom.)  | Vendenheim       | 10 - 00  |
| 4.                 | 23 septembre 2007 | Stade Joseph-Blanc, Villeneuve-lès-Maguelone, France | 4e journée         | Montpellier      | 2 - 0    |
| 3.                 | 15 septembre 2007 | Stade Jean-Bouin, Feyzin, France                     | 3e journée         | Saint-Brieuc     | 8 - 1    |
| 2.                 | 9 septembre 2007  | Camp des Loges, St-Germain en Laye, France           | 2e journée         | Paris SG         | 2 - 0    |
| 1.                 | 2 septembre 2007  | Plaine des Jeux de Gerland, Lyon, France             | 1re journée (dom.) | La Roche-sur-Yon | 4 - 0    |

### Classement
| Rang | Équipe                  | Pts | J  | G  | N | P  | Bp | Bc | Diff |
| ---- | ----------------------- | --- | -- | -- | - | -- | -- | -- | ---- |
| 1    | Olympique lyonnais T CF | 80  | 22 | 18 | 4 | 0  | 93 | 4  | +89  |
| 2    | FCF Juvisy              | 73  | 22 | 15 | 6 | 1  | 72 | 13 | +59  |
| 3    | Montpellier HSC         | 63  | 22 | 11 | 8 | 3  | 43 | 15 | +28  |
| 4    | RC Saint-Étienne P      | 56  | 22 | 10 | 4 | 8  | 28 | 22 | +6   |
| 5    | Paris SG                | 53  | 22 | 9  | 4 | 9  | 25 | 33 | -8   |
| 6    | ASJ Soyaux              | 52  | 22 | 9  | 3 | 10 | 31 | 32 | -1   |
| 7    | FC Vendenheim P         | 49  | 22 | 8  | 3 | 11 | 34 | 60 | -26  |
| 8    | Toulouse FC             | 48  | 22 | 8  | 2 | 12 | 26 | 46 | -20  |
| 9    | FCF Hénin-Beaumont      | 46  | 22 | 8  | 0 | 14 | 29 | 58 | -29  |
| 10   | Stade briochin          | 43  | 22 | 6  | 3 | 13 | 28 | 54 | -26  |
| 11   | ESOFV La Roche-sur-Yon  | 41  | 22 | 6  | 1 | 15 | 20 | 38 | -18  |
| 12   | Évreux ACF P            | 35  | 22 | 3  | 4 | 15 | 11 | 65 | -54  |

|  | Qualifié pour la Coupe UEFA 2008-2009 (Second tour). |
|  | Relégué en Division 2. |
|  | T Tenant du titre. P Promu de Division 2. CF Vainqueur du Challenge de France 2007-2008. Pts points ; G victoires ; N match nuls ; P défaites Bp buts marqués ; Bc buts encaissés ; Diff différence de buts |

### Évolution du classement
Leader du championnat

## Statistiques individuelles
| Nb.                 | Joueuse             | Total | Championnat | Challenge de France | Coupe de l'UEFA |
| 1.                  | Sandrine Brétigny   | 32    | 25          | 3                   | 4               |
| 2.                  | Katia Da Silva      | 19    | 10          | 2                   | 7               |
| 3.                  | Louisa Necib        | 17    | 8           | 3                   | 6               |
| 4.                  | Hoda Lattaf         | 16    | 15          | 1                   | 0               |
| 5.                  | Camille Abily       | 14    | 8           | 1                   | 5               |
| 6.                  | Élodie Thomis       | 14    | 7           | 3                   | 4               |
| 7.                  | Shirley Cruz Traña  | 11    | 5           | 4                   | 2               |
| 8.                  | Sonia Bompastor     | 10    | 5           | 3                   | 2               |
| 9.                  | Wendie Renard       | 5     | 2           | 1                   | 2               |
| 10.                 | Sandrine Dusang     | 4     | 3           | 0                   | 1               |
| 11.                 | Simone Gomes Jatoba | 2     | 1           | 0                   | 1               |
| 12.                 | Océane Caïrati      | 1     | 1           | 0                   | 0               |
| 13.                 | Émilie Gonssolin    | 1     | 1           | 0                   | 0               |
| 14.                 | Amandine Henry      | 1     | 0           | 0                   | 1               |
| 15.                 | Laure Lepailleur    | 1     | 1           | 0                   | 0               |
| But contre son camp | But contre son camp | 2     | 1           | 0                   | 1               |
| Total Général       | Total Général       | 150   | 93          | 21                  | 36              |

## Chiffres marquants
- 1er but de l'histoire en Coupe de l'UEFA féminine : Camille Abily (face au Slovan Duslo Šaľa (12-0), le 9 août 2007).
- 30ème joueuse à avoir inscrit au moins 1 but avec l'OL : Louisa Necib (en Coupe de l'UEFA féminine, face au Slovan Duslo Šaľa (12-0), le 9 août 2007).
- 300ème but de l'histoire de l'OL : Camille Abily (en Championnat de D1, face à Saint-Brieuc (8-1), le 15 septembre 2007).
- 100ème but inscrit dans la saison : Sonia Bompastor (en Challenge de France, à Vendenheim (6-0), le 24 février 2008).
- 100ème but de Sandrine Brétigny sous les couleurs de l'OL : en championnat de D1, face à Hénin-Beaumont (11-0), le 4 mai 2008.
- 400ème but de l'histoire de l'OL : Shirley Cruz Traña (en Challenge de France, face au Paris SG (3-0), le 3 juin 2008).
- 35ème joueuse à avoir inscrit au moins 1 but avec l'OL : Emilie Gonssollin (en Championnat de D1, à La Roche-sur-Yon (5-1), le 8 juin 2008).
- 150ème but inscrit dans la saison : Kátia Cilene Teixeira da Silva (en Championnat de D1, à La Roche-sur-Yon (5-1), le 8 juin 2008).